# Veronika Holletz
Veronika Holletz   (Berlín, 25 de juny de 1945) és una nedadora alemanya, ja retirada, que va competir sota bandera de la República Democràtica Alemanya durant la dècada de 1960.
En el seu palmarès destaca una medalla de bronze en la cursa dels 100 metres esquena del Campionat d'Europa de natació de 1962, així com quatre campionats nacionals entre 1962 i 1965, dos dels 100 metres esquena i dos dels 4x100 metres lliures. Durant la seva carrera va establir diferents rècords d'Europa en els 400 metres estils i 4x100 metres estils.
El 1964 va prendre part en els Jocs Olímpics d'Estiu de Tòquio, on va fou quarta en els 400 metres estils del programa de natació.